# Potentilla echizenensis
Potentilla echizenensis är en rosväxtart som beskrevs av Naohiro Naruhashi och Tak.Sato. Potentilla echizenensis ingår i Fingerörtssläktet som ingår i familjen rosväxter. Inga underarter finns listade i Catalogue of Life.